# Rádio Gaúcha Serra
Rádio Gaúcha Serra é uma estação de rádio brasileira com sede em Caxias do Sul, RS. Opera no dial FM, na frequência 102,7 MHz, e é uma emissora própria da Rádio Gaucha. Pertence ao Grupo RBS, que também controla na cidade a Atlântida FM Caxias do Sul, a RBS TV Caxias do Sul e o jornal Pioneiro. Seus estúdios estão localizados no Centro, e seus transmissores estão no bairro Jardim América. 
Até o dia 1 de setembro de 2012 operava como afiliada da Rede Itapema FM.
A emissora possui apresentadores e repórteres próprios, no entanto na maior parte do dia retransmite a programação da Rádio Gaúcha de Porto Alegre, matriz da Rede Gaúcha SAT. A programação local é exibida de segunda a sábado com o Gaúcha Hoje (6h30 às 8h),Chamada Geral 1ª Edição (11h ao meio-dia) e Gaúcha+ (14h30 às 16h de segunda a sexta). As últimas notícias do Brasil, do Rio Grande do Sul, da região serrana e do mundo são apresentadas no Notícia na Hora Certa (9h, 10h, 11h, 12h e 14h), de segunda a sábado. 
A equipe de jornalistas da rádio é composta por Diego Mandarino, Babiana Mugnol, André Fiedler e Flavia Noal, na redação e reportagens. 
Como forma de festejar o um ano de trabalho em solo caxiense, a emissora anunciou novidades em setembro de 2013. Além de um novo e moderno estúdio, panorâmico, na esquina das ruas Borges de Medeiros e Bento Gonçalves, no Centro, o Chamada Geral 2ª Edição, exibido até novembro de 2015 de segunda à sexta-feira das 16h às 17h30. O bloco local começou dia 24 de setembro de 2013, sob o comando da jornalista Marisol Santos, velha conhecida dos telespectadores da Serra, já que ela ancora os dois blocos locais do Jornal do Almoço na região desde 2008. Possui dois estúdios: um na redação do Jornal Pioneiro e outro no prédio da RBS TV, no Centro de Caxias do Sul, operando de forma integrada com os outros dois veículos do Grupo RBS
Estreou em 3 de setembro de 2012 sob a coordenação do experiente jornalista Daniel Scola.